# Forces Armées de la République du Congo
Le Forze armate della Repubblica del Congo (in francese Forces armées de la République du Congo), anche conosciute come Forces armées congolaises o con il suo acronimo FAC, sono le forze militari della Repubblica del Congo. Sono costituiti dall'esercito congolese, dall'Aeronautica congolese, dalla Marina congolese, e dalla Gendarmeria Nazionale congolese. La dissoluzione dell'Africa Equatoriale Francese nel 1958 e l'imminente ritirata militare della Francia dal Congo nell'agosto 1960, fornirono l'impeto alla formazione della FAC. Le FAC e le agenzie paramilitari statali sono guidate da un Capo di Stato Maggiore delle Forze Armate, solitamente nominato dal Presidente della Repubblica del Congo . Il maggiore generale Guy Blanchard Okoï è capo di stato maggiore dal 2012.

## Storia
L'esercito congolese venne creato il 16 gennaio 1961 e rifletteva la natura delle forze di sicurezza coloniali, che reclutavano tra i gruppi etnici settentrionali del paese ed erano composte da ufficiali junior Bakongo e da una manciata di alti ufficiali francesi. Il presidente Alphonse Massamba-Débat, che prese il potere nel 1963, espulse tutto il personale francese e mise da parte i militari a favore di milizie politiche indipendenti, addestrate da truppe cubane. Le milizie e il corpo di protezione civile del Congo vennero successivamente integrati con le FAC come Armée Nationale Populaire.
Sotto la Repubblica Popolare del Congo, le FAC vennero nuovamente riorganizzate, con soldati di carriera Mbochi che costituirono la maggior parte del nuovo corpo ufficiali; la loro efficacia e i loro standard, tuttavia, vennero gradualmente erosi dalle purghe politiche draconiane nel corso degli anni '70. Una seconda grave battuta d'arresto si verificò negli anni '90, quando le diserzioni di massa portarono molti ufficiali e soldati delle FAC ad unirsi alle milizie regionali. Le FAC vennero riformate per la terza volta dopo la seconda guerra del Congo, incorporando molti ex ribelli e combattenti della milizia.
Il 5 febbraio 2012, ci furono esplosioni di munizioni in una caserma di un reggimento di carri armati (apparentemente "Regiment Blinde") situata nel quinto arrondissement di Brazzaville, Ouenzé. Circa 206 persone vennero inizialmente segnalate uccise. Ci sono cinque caserme militari in città, e dopo l'esplosione i funzionari hanno detto che il governo aveva promesso di spostare tutte le munizioni fuori dalla capitale.

## Esercito

### Equipaggiamento

#### Carri armati
I carri armati sono esempi per lo più anziani dall'URSS.
- T-54/55 - 25
- Type 59 - 15
- Type 63 - 8
- PT-76 - 3 ordinati nel 1971 da parte dell'Unione Sovietica e consegnati nel 1972 (i veicoli erano di seconda mano)
- T-34/85

#### Veicoli di combattimento della fanteria
- Mamba APC
- BTR-152
- BTR-50
- BTR-60 - 30
- WZ551
- ZFB-05 - 14

#### Cannoni semoventi
- ZSU-23-4 - 8
- BM-21 Grad - 6

#### Armi piccole
- AKM[2]
- AK-47[2]
- FN FAL[2]
- DŠK[2]
- RPK[2]
- RPD[2]
- RP-46[2]
- MAT-49[2]
- Walther PP[2]
- TT (pistola)[2]
- RPG-7[2]

#### Cannoni antiaerei
- 37 mm M1939
- 57 mm AZP S-60

## Marina

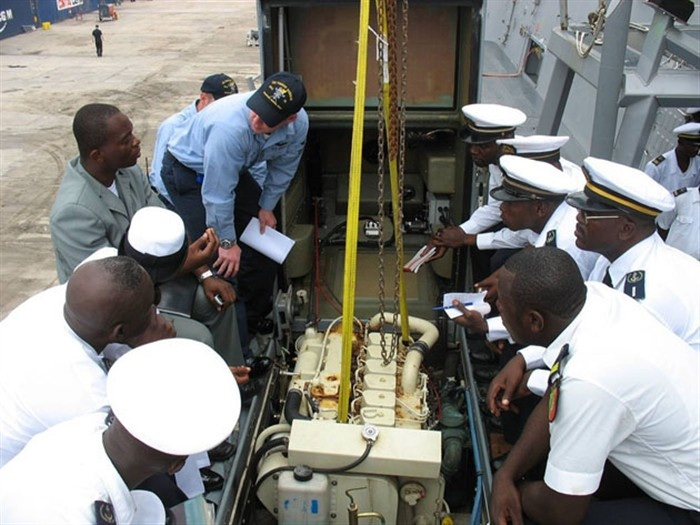
Marinai congolesi a bordo della USS Forrest Sherman.

La Marina ha circa 800 uomini. Nell'ottobre 2007, la US Navy fornì qualche addestramento per il personale della Marina congolese a Pointe Noire, una città portuale che è il secondo più grande insediamento del paese.
A partire dal 2016 è stata comandata dal contrammiraglio Andre Bouagnabea-Moundanza.
A partire dal 2019 la Marina gestisce un singolo elicottero Mil Mi-14.

## Aeronautica

Coccarda dell'Aeronautica congolese

Dopo aver raggiunto l'indipendenza dalla Francia nel 1960, la forza aerea congolese (Force Aerienne Congolaise) venne avviata con apparecchiature quali i Douglas C-47, Broussards e Bell 47G, questi vennero seguiti da elicotteri da trasporto tattico Nord Noratlas e Sud Alouette. Nel 1970 l'aviazione accedette alle apparecchiature sovietiche. Ciò includeva cinque Ilyushin IL-14, sei trasporti a turboelica Antonov An-24 e un An-26 in cambio di fornitura delle basi ai MiG-17 cubani per le operazioni compiute in Angola. Questi caccia e qualche addestratore da combattimento MiG 15UTI vennero trasferiti alla FAC. Nel 1990 questi caccia vennero sostituiti da 16 MiG-21MF/bis Fishbeds forniti dall'URSS, più un paio di addestratori MiG-21US. Insieme ad una missione di addestramento sovietica che rimase fino alla fine del 1991, in quel periodo ci furono numerosi incidenti che coinvolsero sia il personale sovietico che quello congolese. Dopo che i sovietici si ritirarono ci furono solo fondi limitati per le operazioni dei MiG e vennero ritirati. Sei elicotteri Mi-8 vennero consegnati dall'Ucraina a metà del 1997, prima dell'acquisizione ribelle Cobra.
Nel 1990, l'Aeronautica venne riformata nel suo stato attuale. La maggior parte degli aerei da combattimento che possedeva vennero demoliti nel 2001. La Francia e la Cina hanno fornito più addestramento per l'Aeronautica negli ultimi tempi.

### Inventario degli aerei
I 10 aeromobili militari del Congo, inclusi 3 elicotteri, sono operati dall'Aeronautica.
| Aereo                            | Origine                    | Tipo               | Versioni | In servizio | Note |
| -------------------------------- | -------------------------- | ------------------ | -------- | ----------- | ---- |
| Aérospatiale SA 318 Alouette II  | Francia                    | elicottero utility | SA 318C  | 1           |      |
| Aérospatiale SA 316 Alouette III | Francia                    | elicottero utility | SA 316C  | 1           |      |
| Antonov An-24                    | Unione Sovietica / Ucraina | trasporto          | An-24    | 5           |      |
| Antonov An-26                    | Unione Sovietica           | trasporto          | An-26    | 1           |      |
| Eurocopter SA 365 Dauphin        | Francia                    | elicottero utility | SA 365   | 1           |      |